# Koprivnik (Žiri)
Koprivnik (Duits: Kopriunik in der Oberkrain) is een plaats in Slovenië en maakt deel uit van de gemeente Žiri in de NUTS-3-regio Gorenjska. De plaats telde 99 inwoners op 1 januari 2020.

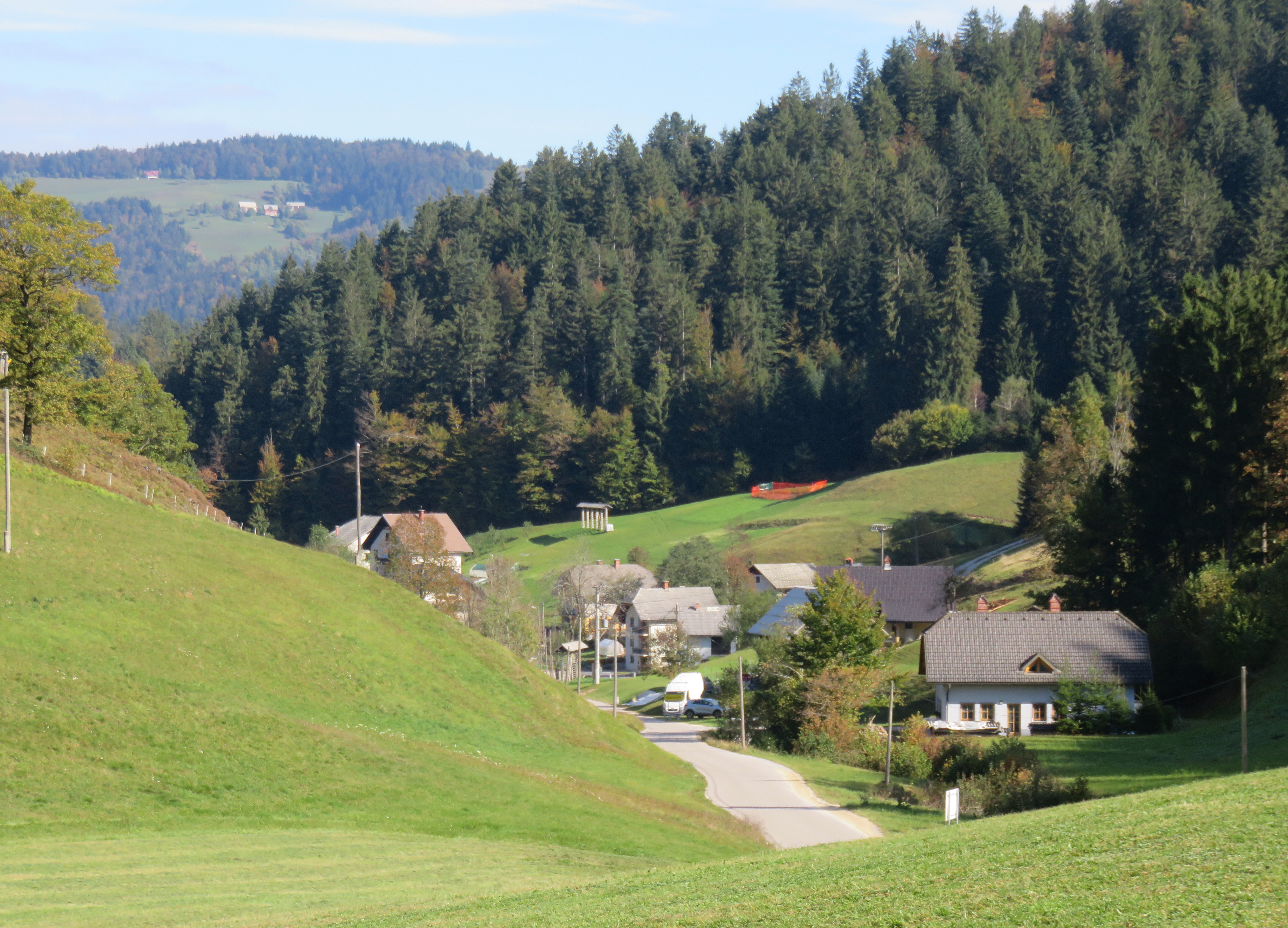
Dorpsaanzicht